# Banana Republic

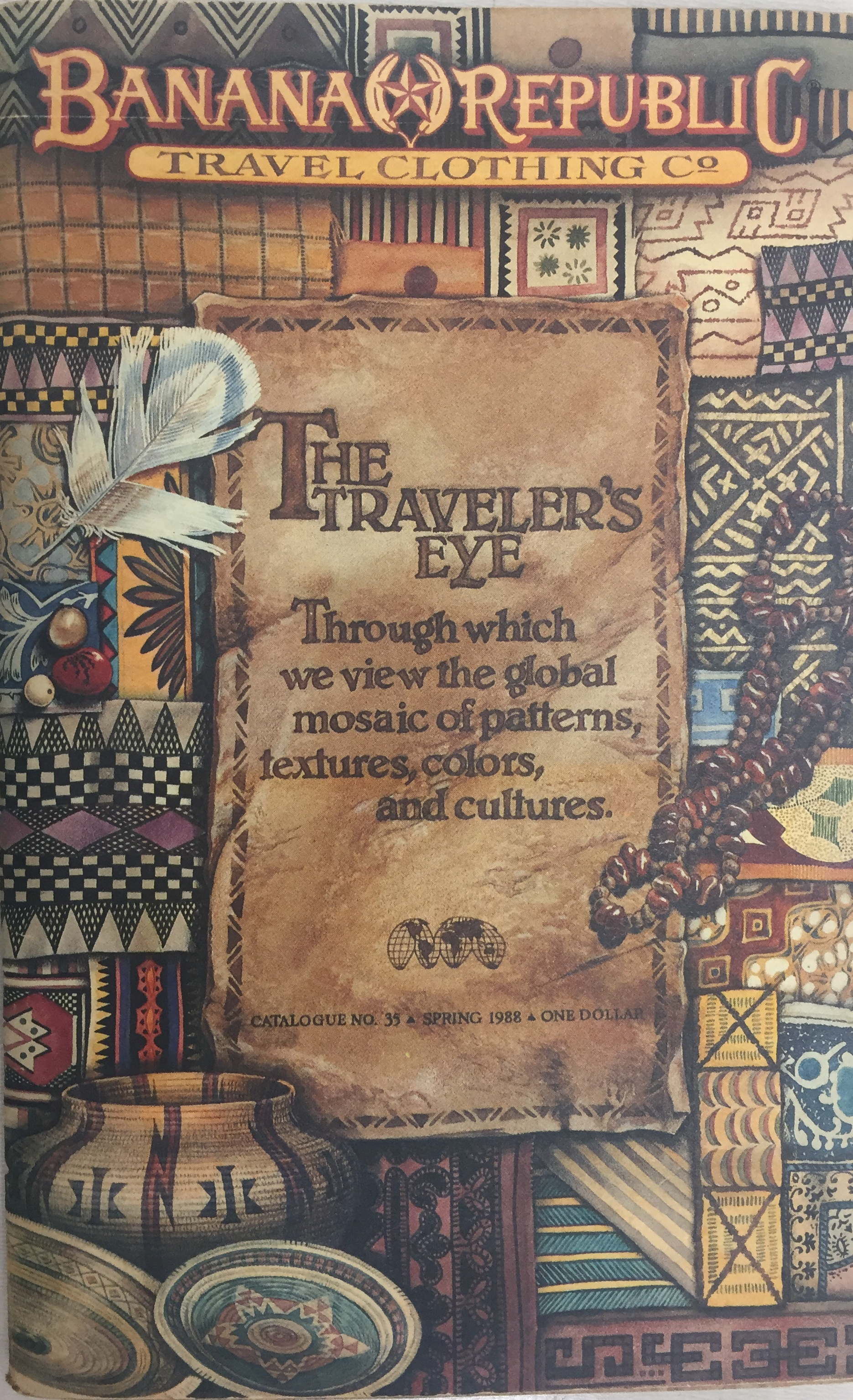
Titelseite des Katalogs vom Frühjahr 1988

Banana Republic ist ein US-amerikanisches Modeunternehmen, das zu der Firma Gap Inc. gehört. Das Unternehmen war bis 2008 nur in den USA, Kanada und Asien aktiv.

## Geschichte
Das Unternehmen wurde im Jahre 1978 von dem in Russian Hill lebenden Ehepaar Mel und Patricia Ziegler als Banana Republic Travel & Safari Clothing Company gegründet. Beide arbeiteten für den San Francisco Chronicle, Mel war Reporter, Patricia Illustratorin und waren beruflich sehr oft auf Reisen. Ihren ersten Laden eröffneten sie noch im Gründungsjahr in Mill Valley, Kalifornien, nachdem sie bereits zuvor Erfahrungen im Verkauf von importierter Kleidung auf lokalen Flohmärkten gesammelt hatten. Dem Firmennamen entsprechend war das Sortiment thematisch auf Kleidung und Ausrüstung für Safaris und Fernreisen ausgelegt und wurde in reich mit Safariartefakten dekorierten Filialen verkauft. Bekanntheit erlangte die Marke durch ihre von Hand illustrierten Verkaufskataloge, die reich mit fiktionalen Expeditions- und Reiseberichten garniert waren.
1983 wurde Banana Republic von Gap Inc. übernommen, und das Sortiment sukzessive auf moderne Luxusmode und Accessoires umgestellt.
In den USA wurden seit dieser Zeit über 500 Geschäfte eröffnet, der erste Laden außerhalb von Nordamerika wurde im Jahre 2005 in Tokio eröffnet. Das erste europäische Geschäft wurde am 15. März 2008 in Istanbul eröffnet. Gleich darauf folgte eine Eröffnung des Flagship Stores in London am 20. März 2008. Im Dezember 2010 folgte ein weiteres in Mailand.
Im Dezember 2011 wurde der erste Laden in Casablanca in der Morocco Mall eröffnet.

## Vertriebswege
Derzeit sind die Produkte stationär in Nordamerika, Asien, Marokko, London und Mailand erhältlich. Mindestens seit 2012 gibt es auch die Möglichkeit, sich Produkte über die Webseite in viele europäische Länder liefern zu lassen.